# تشاك ألم
تشاك ألم (بالإنجليزية: Chuck Alm)‏ هو مجدف أمريكي، ولد في 27 مارس 1937 في سياتل في الولايات المتحدة.

## وصلات خارجية
- تشاك ألم على موقع الاتحاد الدولي للتجديف (الإنجليزية)
- تشاك ألم على موقع أوليمبيديا (الإنجليزية)